# Asthenorhina buchholzi
Asthenorhina buchholzi är en skalbaggsart som beskrevs av Gerstaecker 1882. Asthenorhina buchholzi ingår i släktet Asthenorhina och familjen Cetoniidae. Inga underarter finns listade.